# Фёдоров, Юрий Николаевич
Ю́рий Никола́евич Фёдоров — российский учёный в области ветеринарной иммунологии и биотехнологии, заслуженный деятель науки Российской Федерации (1997), член-корреспондент РАСХН (1999), член-корреспондент РАН (2014).

## Биография
Родился 18.01.1942 в д. Белянка Моршанского района Тамбовской области. Окончил Омский ветеринарный (1966) и Абаканский педагогический (1968) институты.
В 1966—1968 гг. преподаватель Хакасского с.-х. техникума.
С 1968 г. во ВНИИ экспериментальной ветеринарии им. Я. Р. Коваленко: аспирант (1968—1971), младший (1970—1974), старший (1974—1982) научный сотрудник, заведующий лабораторией иммунологии (1982—2008).
С 2008 г. во Всероссийском научно-исследовательском и технологическом институте биологической промышленности: заместитель директора, с 2010 г.- главный научный сотрудник.
Доктор биологических наук (1985), профессор (1989), член-корреспондент РАСХН (1999), член-корреспондент РАН (2014).

### Научные интересы
Закономерности и механизмы формирования иммунитета у животных, создание нового поколения диагностических препаратов и вакцин, средств иммунокоррекции.
Создатель научной школы по ветеринарной иммунологии и биотехнологии.